# 236 Honoria
A 236 Honoria a Naprendszer kisbolygóövében található aszteroida. Johann Palisa fedezte fel 1884. április 26-án.